# Tentazioni proibite
Tentazioni proibite è un film del 1963 diretto da Osvaldo Civirani.
Manifesti e titoli di testa attribuiscono, al film, partecipazioni di attori che, in realtà, appaiono involontariamente ripresi più o meno abusivamente.